# Philippe-Gérard (compositeur)
Ne doit pas être confondu avec Gérard Philipe.
Pour les articles homonymes, voir Philippe Gérard.
Philippe-Gérard Gérard, dit Philippe-Gérard, est un compositeur français né le 8 septembre 1924 à São Paulo (Brésil) et mort le 18 mai 2014 à Paris,. 
Il est le père du réalisateur Didier Philippe-Gérard.
Jeune compositeur, il côtoie Maurice Ravel, Igor Stravinsky et compose avec Francis Carco ses premières chansons notamment interprétées par Germaine Montero. Le succès arrive dans les années 1940 avec Pour moi toute seule, chanson interprétée par Édith Piaf. Pour celle-ci, il compose également Le Chevalier de Paris (1950), chanson qui rencontre le succès aux États-Unis sous le titre When the World Was Young et interprétée, entre autres, par Frank Sinatra et Bob Dylan. Il est le compositeur de la célèbre musique du film Du rififi chez les hommes de Jules Dassin (1955), mais également de celles de Bébert et l'Omnibus et de films d'Alain Resnais (La vie est un roman, Mélo). Autres compositions notables pour de grands interprètes de la chanson française comme Yves Montand (La Chansonnette en 1961 et une fidèle association durant 20 ans), Jeanne Moreau (2 albums), Catherine Sauvage (Le Voyageur, 1959), Cora Vaucaire (Les Jardins de Paris, 1953). Pour Juliette Gréco, avec laquelle il travaille durant une quinzaine d'années, il compose notamment la musique de l'album Gréco chante Mac Orlan (Grand Prix de l'Académie Charles-Cros 1964) et la chanson Octobre (reprise par les Chœurs de l'Armée rouge, 1967). La chanteuse rend hommage au talent de compositeur de Philippe-Gérard en ces termes :

« Philippe-Gérard, Les Canotiers, beauté pure et parfaite, un Manet, un Monet, un Renoir en musique. Georges Walter [parolier], l'écrivain et Philippe-Gérard le musicien subtil et complet que l'on sait. »

— Juliette Gréco à propos d'une chanson « impressionniste » 1982.

## Biographie
Il entame des études musicales en France et, grâce à un ami de ses parents, fréquente Maurice Ravel qui l'encourage et lui donne des conseils bienveillants. Ensuite, fuyant la Seconde Guerre mondiale en s'installant à Genève pour poursuivre ses études musicales au Conservatoire sous la direction du chef d'orchestre Paul Paray, il fait la connaissance de Francis Carco avec lequel il compose ses premières chansons destinées à Germaine Montero et Renée Lebas. Paul Paray le présente à Igor Stravinsky également réfugié à Genève. Grand admirateur de Ravel, Stravinsky veut tout savoir sur le Maître et demande à Philippe-Gérard d'être son « garçon de compagnie ». Ils font ensemble régulièrement de longues promenades dans Genève où ils évoquent l'auteur du Boléro. 
À la Libération, Philippe-Gérard passe à la production musicale audiovisuelle et enregistre parallèlement ses premiers 78 tours avec son orchestre. En 1945, il écrit pour Édith Piaf la chanson Pour moi toute seule qui lance sa carrière de compositeur à succès. 
Par l'intermédiaire de Piaf, il rencontre Yves Montand à qui il donne les célèbres Le Chat de la voisine (1958), Rengaine ta rengaine et surtout La Chansonnette, un « tube » pour Montand (avec des paroles signées Jean Dréjac, 1961).  
Beaucoup de ses œuvres doivent leur réussite grâce à la subtile alliance de textes et mélodies, Philippe-Gérard s'associant régulièrement avec quelques-uns des auteurs les plus talentueux de son époque. Ensemble, ils donnent ses lettres de noblesse à la chanson populaire. Il compose notamment, sur des paroles de René Rouzaud, La Complainte des cœurs purs interprétée par Germaine Montero, Cora Vaucaire et Juliette Gréco. Travaillant durant plusieurs années en étroite collaboration avec cette dernière et Pierre Mac Orlan, il compose toutes les musiques d'un album remarquable, Gréco chante Mac Orlan, Grand Prix de l'Académie Charles-Cros en 1964. 
Également compositeur de musiques de film, Philippe-Gérard signe plusieurs BO de films notables des années 1950 jusqu'aux années 1980 : Du rififi chez les hommes de Jules Dassin (1955), Bébert et l'Omnibus d'Yves Robert (1966), La Carapate de Gérard Oury (1978), La vie est un roman d'Alain Resnais (1983) et Mélo du même Alain Resnais (1986).
À la fin des années 1990, il propose à la chanteuse Lio de mettre en musique des poèmes de Jacques Prévert. Le projet fera l'objet de deux albums Lio chante Prévert (2000) et, en public, Cœur de rubis (2003).
Il est inhumé le vendredi 23 mai 2014 au cimetière parisien de Bagneux (Hauts-de-Seine).

## Interprètes par ordre alphabétique

### Maurice Chevalier
- 1963 : Les Souris

### Chœurs de l'Armée rouge
- 1967 : Octobre, paroles de Jean Dréjac (reprise)

### André Claveau
- 1956 : Joya

### Philippe Clay
- 1956 :
  - Où sont les pépées
  - Ne te fais pas de mouron

### Jean Constantin
- 1959 : Cha cha du cœur

### Eddie Constantine
- 1955 : Un enfant de la balle (avec Eddie Barclay
- 1956 :
  - Quand on me marche sur les pieds
  - Si ma vie recommençait
- 1957 : Paris bohème

### Lucienne Delyle
- 1956 : Mais le trompette, paroles de Jacques Larue

### Sacha Distel
- 1959 : Et que ça dure, avec Eddie Barclay

### Éliane Embrun
- 1951 : C'était écrit, paroles de Louis Amade

### Anny Gould
- 1953 : Le Musicien, paroles de Jacques Plante

### Juliette Gréco
- 1955 : La Complainte des cœurs purs (Tu me dirais), paroles de René Rouzaud
- 1963 : Les Canotiers, paroles de Georges Walter
- 1964 : 
  - Madame Bovary, paroles de Georges Walter
  - Parallèlébipèdes, paroles de Françoise Sagan
- 1965 :
  - Belphégor, paroles de Georges Walter et Frédéric de Towarnicki — Contrairement à ce que l'on pourrait croire, la chanson n'est pas extraite du fameux feuilleton télévisé Belphégor ou le Fantôme du Louvre. Elle a été écrite à la suite de l'immense succès remporté par ce feuilleton dans lequel personne n'avait songé à faire chanter Gréco…
  - Le Hibou, paroles de Georges Walter
- 1967 : Octobre, paroles de Jean Dréjac — Chanson créée sur scène à Moscou pour la célébration du 50e anniversaire de la révolution russe de 1917
- 1973 :
  - Cette chanson inachevée, paroles de Michel Rivgauche
  - Le Naufragé, paroles de Michel Rivgauche

### Zizi Jeanmaire
- 1957 : Paris bohème, paroles de René Rouzaud et Jacques Larue (du film Folies-Bergère)

### Lucien Jeunesse
- 1950 : La Fille du tonnelier

### Simone Langlois
- 1961 : La Chansonnette, paroles de Jean Dréjac (reprise)

### Gloria Lasso
- 1959 : L'Enfant aux oranges, paroles de Jacques Plante
- 1962 : Comédien, paroles de Jean Dréjac

### Renée Lebas
- 1946 : Harlem
- 1959 : L'Enfant aux oranges

### Francis Lemarque
- 1950 : Bal musette, paroles de Francis Lemarque

### Allain Leprest
- 1998 : Le Dico de grand-mère, paroles d'Allain Leprest

### Francis Linel
- 1951 : Un p'tit coup de chapeau

### Lio
- 2000 : 9 chansons du disque Lio chante Prévert

### Lina Margy
- 1950 : La Fille du tonnelier

### Félix Marten
- 1958 : Je t'aime mon amour
- 1959 : Le Bluffeur

### Yves Montand
- 1949 : C'est à l'aube, paroles de Flavien Monod
- 1958 : Le Chat de la voisine, paroles de René Lagary[5]
- 1961 :
  - La Chansonnette, paroles de Jean Dréjac
  - Rengaine ta rengaine, paroles de Jean Dréjac
- 1964 : Le Chevalier de Paris, paroles d'Angèle Vannier (reprise)
- 1967 : Mon frère
- 1968 : La Musique, paroles de Jean Dréjac
- 1969 : Je me souviens, poème de Louis Aragon
- 1978 :
  - Casse-têtes, paroles de Gébé
  - 1947, paroles de Jorge Semprún

### Germaine Montero
- 1955 : La Complainte des cœurs purs, paroles de René Rouzaud
- 1957 : Le Chat de la voisine

### Jeanne Moreau
- 1968 : Les Chansons de Clarisse, paroles d'Eugène Guillevic (d'après Elsa Triolet)
- 1981 : Jeanne Moreau chante Norge (poèmes de Norge[6]), composition et direction d'orchestre par Philippe-Gérard, bande musicale de l'émission télévisée réalisée par Jean-Christophe Averty et diffusée sur France 3, double album 33 tours Jacques Canetti/Disc'AZ[7] :

| 1.  | Pas bien            | 3:14 |
| 2.  | Lits d'amour        | 3:11 |
| 3.  | Fourmi              | 1:51 |
| 4.  | Assez dormi         | 3:07 |
| 5.  | Le Mordeur          | 2:46 |
| 6.  | Plus b'soin         | 0:53 |
| 7.  | Le Petit Non        | 1:46 |
| 8.  | Dans l'eau du temps | 2:09 |
| 9.  | Madame Augarita     | 2:20 |
| 10. | La Politesse        | 1:14 |
| 11. | Fille d'amour       | 1:55 |

| 1.  | Le Nombril             | 4:00 |
| 2.  | Anna la belle          | 2:04 |
| 3.  | Gai carnivore          | 2:18 |
| 4.  | Chevaux toujours       | 1:32 |
| 5.  | Chanson à tuer         | 1:50 |
| 6.  | Peuplades              | 3:48 |
| 7.  | Chéri                  | 1:26 |
| 8.  | La Peur                | 1:54 |
| 9.  | Râpe à fer râpe à bois | 2:00 |
| 10. | Le Tueur et la Tuée    | 1:29 |
| 11. | Trop tard              | 2:11 |

### Magali Noël
- 1955 : Le Rififi, paroles de Jacques Larue (du film Du rififi chez les hommes de Jules Dassin)

### Marc Ogeret
- 1967 : La Rose du Premier de l'an, paroles de Louis Aragon

### Jean-Claude Pascal
- 1962 : Au bal des pendus, paroles de Louis Aragon

### Patachou
- 1954 : Avec ce soleil, paroles de Jacques Larue (reprise)
- 1961 : La Chansonnette, paroles de Jean Dréjac (reprise)
- 1962 : Les Mots des javas, paroles de Jean Dréjac

### Édith Piaf
- 1945 : Pour moi toute seule, paroles de Flavien Monod, musique coécrite avec Guy Lafarge
- 1950 : Le Chevalier de Paris, paroles d'Angèle Vannier, adaptée en anglais par Johnny Mercer et notamment interprétée par Frank Sinatra sous le titre (en) When the World Was Young
- 1950 : Marie la Française, paroles de Jacques Larue
- 1954 : Avec ce soleil, paroles de Jacques Larue
- 1955 : Miséricorde, paroles de Jacques Larue

### Jacques Pills
- 1955 : Le Rififi, paroles de Jacques Larue

### Serge Reggiani
- 1965 : Sermonette, paroles de Boris Vian

### Line Renaud
- 1951 : Le Jupon de Lison

### Tino Rossi
- 1954 : Tango magique
- 1955 : Les Rayons du soleil
- 1963 : Brasilia mon amour

### Henri Salvador
- 1949 :
  - Si jolie, paroles d'Eddy Marnay
  - Les Maris, les papas et les chats, paroles coécrites avec Eddy Marnay, musique de Norbert Glanzberg
  - Je ne suis pas, paroles coécrites avec Eddy Marnay, musique de René Denoncin

### Catherine Sauvage
- 1959 : Le Voyageur, co-composé avec François Moslay alias François Reichenbach, paroles de Francis Carco[8]
- 1964 : La Rose et l'Ortie, paroles d'Armand Lanoux
- 1968 : Pétition d'un voleur à un roi son voisin, paroles de Lacenaire[source insuffisante]
- 1970 : Dormir, paroles de Paul Éluard
- Inédit, diffusé en 1997 : Les Beaux Enfants, paroles de Pierre Seghers

### Suzy Solidor
- 1949 : Ah ! Qu'il était beau !  paroles de Guy Lafarge

### Francesca Solleville
- 1964 : Souris et souricières, paroles de Pierre Mac Orlan (reprise)
- Un homme passe sous la fenêtre et chante, poème de Louis Aragon

### Cora Vaucaire
- 1953 : Les Jardins de Paris, paroles de Michel Vaucaire
- 1955 : La Complainte des cœurs purs, avec Eddie Barclay[Quoi ?][réf. nécessaire][9], paroles de René Rouzaud (du film Le Feu aux poudres)

### John William
- 1963 : Drouchka, paroles de Jean Dréjac

## Musiques de films
- 1955 : Du rififi chez les hommes de Jules Dassin, chanson Le Rififi, paroles de Jacques Larue (créée par Magali Noël)
- 1955 : New York ballade, documentaire de François Reichenbach
- 1957 : Folies-Bergère d'Henri Decoin
- 1957 : La Seine a rencontré Paris, documentaire de Joris Ivens
- 1957 : Le Feu aux poudres d'Henri Decoin
- 1957 : L'Étrange Monsieur Steve de Raymond Bailly
- 1957 : Trois de la marine de Maurice de Canonge
- 1958 : Les Copains du dimanche d'Henri Aisner
- 1960 : La Nuit des suspectes de Víctor Merenda
- 1963 : Le cave est piégé (No temas a la ley) de Víctor Merenda
- 1963 : Bébert et l'Omnibus d'Yves Robert
- 1966 : La Liberté de blâmer, documentaire de Frédéric Rossif
- 1978 : La Carapate de Gérard Oury
- 1983 : La vie est un roman d'Alain Resnais
- 1986 : Mélo d'Alain Resnais